# Filmåret 1951

## Årets filmer

### A - G
- Afrikas drottning
- Alice i Underlandet
- Bara inte bröllop
- Barnköping
- Biffen och Bananen
- Biljett till Broadway
- Caruso, storsångaren
- Cimarron Kid
- Csardasfurstinnan
- En amerikan i Paris
- Det var en gång en sjöman
- Duck and Cover
- Dödligt lik
- En plats i solen
- Fantomen från Mars
- Fjorton timmar
- Flickparaden
- Flykten från jorden
- Främlingar på tåg
- Fröken Julie
- Gre-No-Li, Nacka & Co.
- Greve Svensson

### H - N
- Hans vilda fru
- Hoffmans äventyr
- Hon dansade en sommar
- It's a Big Country
- I vår Herres hage
- Jag stal en miljon
- Jag var kommunistspion
- Järnmannen
- Kungligt bröllop
- Kvinnan bakom allt
- Linje Lusta
- Lullaby of Broadway
- Mannen från Mars[1]
- Mannen i vita kostymen
- Med flaggan i topp
- Miljonär för en dag
- Min vän Oscar
- Monte Christos skatt
- Morfar opp i dagen
- Möte med Venus
- 91:an Karlssons bravader

### O - U
- Piratdrottningen
- Poker
- Puck heter jag
- Radion gör inbrott
- Sensationen för dagen
- Skandal i romerska badet
- Sköna Helena
- Sommarlek
- Spöke på semester
- Surcos
- Teaterbåten
- Tini-Kling
- Tre man och en flygvärdinna
- Tull-Bom
- Uppdrag i Korea
- Utan återvändo

### V - Ö
- Vad ska folk säja?
- Valentino - kvinnotjusaren
- Valley of Eagles
- Vägen till Santa Loma
- Åh, vilken weekend

## Födda
- 12 januari – Kirstie Alley, amerikansk skådespelare.
- 23 januari – David Patrick Kelly, amerikansk skådespelare.
- 2 februari – Ingrid Tobiasson, svensk skådespelare.
- 3 februari – Per Eggers, svensk skådespelare.
- 6 februari – Jacques Villeret, fransk skådespelare.
- 15 februari – Jane Seymour, amerikansk skådespelare.
- 16 februari – Allan Svensson, svensk skådespelare.
- 23 februari – Ulla Skoog, svensk skådespelare och komiker.
- 24 februari – Hans Alexander Gerlanius, svensk konstnär, grundare av Kultur1.
- 9 mars – Mikael Samuelson, svensk sångare, skådespelare och kompositör.
- 17 mars – Kurt Russell, amerikansk skådespelare.
- 21 april
  - Tony Danza, amerikansk skådespelare och musiker.
  - Jean-Pierre Dardenne, belgisk filmregissör.
- 25 april – Suzanne Hallvarez, svensk skådespelare.
- 4 maj – Jackie Jackson, amerikansk musiker, medlem i The Jackson Five.
- 19 maj
  - Per Holmberg, svensk skådespelare.
  - Jörgen Lindström, svensk barnskådespelare.
- 30 maj – Stephen Tobolowsky, amerikansk skådespelare.
- 3 juni – Hans Lönnerheden, svensk filmproducent.
- 9 juni
  - James Newton Howard, amerikansk filmmusik-kompositör.
  - Peter Schildt, svensk regissör, manusförfattare och skådespelare.
- 11 juni – Jan Modin, svensk skådespelare, teaterregissör och författare.
- 13 juni – Stellan Skarsgård, svensk skådespelare
- 15 juni – Amir Barghashi, svensk skådespelare.
- 21 juni – Ulf Dohlsten, svensk skådespelare.
- 8 juli – Anjelica Huston, amerikansk skådespelare.
- 9 juli – Chris Cooper, amerikansk skådespelare.
- 12 juli
  - Brian Grazer, amerikansk manusförfattare och filmproducent.
  - Cheryl Ladd, amerikansk skådespelare.
- 19 juli – Abel Ferrara, amerikansk skådespelare och regissör.
- 2 augusti – Freddie Wadling, svensk sångare och skådespelare.
- 20 augusti – Lars Väringer, svensk skådespelare.
- 21 augusti – Rasmus Lyberth, grönländsk skådespelare.
- 23 augusti – Yvonne Schaloske, svensk skådespelare.
- 31 augusti – Jan Nielsen, svensk skådespelare och teaterregissör.
- 2 september – Mark Harmon, amerikansk skådespelare.
- 5 september – Michael Keaton, amerikansk skådespelare.
- 14 september
  - Jörgen Andersson, svensk skådespelare, dramaturg och pedagog.
  - Sven-Åke Gustavsson, svensk skådespelare och teaterregissör.
- 18 september – Lars Rudolfsson, svensk skådespelare och regissör.
- 25 september – Mark Hamill, amerikansk skådespelare.
- 5 oktober – Karen Allen, amerikansk skådespelare.
- 25 oktober – Carl-Magnus Dellow, svensk skådespelare.
- 19 november – Zeenat Aman, indisk skådespelare.
- 20 november – Bengt Järnblad, svensk skådespelare.
- 26 november – Ilona Staller, (Cicciolina) italiensk politiker och porrfilmsstjärna.
- 27 november – Kathryn Bigelow, amerikansk regissör och manusförfattare.
- 1 december
  - Richard Hobert, svensk journalist, manusförfattare, kompositör och regissör.
  - Treat Williams, amerikansk skådespelare.
- 31 december – Bárbara Carrera, nicaraguansk skådespelare.

## Avlidna
- 8 februari – Jean Claesson, 68, svensk skådespelare och kabaretsångare.
- 6 mars – Ivor Novello, 58, engelsk skådespelare, regissör, manusförfattare och sångtextförfattare.
- 2 april – Ivar Kåge, 69, svensk skådespelare och regissör.
- 6 april – Eric Malmberg, 63, svensk skådespelare och regissör.
- 8 april – Tyra Dörum, 72, svensk skådespelare.
- 11 april – Willi Wells, 66, dansk skådespelare.
- 2 maj – Oscar Winge, 66, svensk skådespelare, regissör, teaterledare och friidrottare.
- 30 juli – Knut Frankman, 72, svensk skådespelare.
- 7 september – Maria Montez, 34, amerikansk skådespelare.
- 21 oktober – Theodor Berthels, 59, svensk skådespelare, regissör och manusförfattare.
- 13 november – Georg af Klercker, 73, svensk skådespelare, manusförfattare och regissör.

### Fotnoter
1. ↑  IMDB, läst 29 februari 2012